# STRANGER'S TOUCH
『STRANGER'S TOUCH』（ストレンジャーズ タッチ）は、浅川マキの通算25枚目のアルバム。1989年12月13日に東芝EMI - EASTWORLD・レーベル（現：ユニバーサルミュージック合同会社内EMIレコーズ・ジャパンレーベル）より発売された。

## 概要
- それまでのアルバムとは趣が異なり、オリジナル・アルバムというよりは現在でいうコンセプト・アルバムのようなアルバムで、非常に企画色の強い作品である。
- 帯には「一九八九・新譜」と記載されているが、新曲は1曲もなく、全て過去の作品（映画作品『男からの声』[1]含む）の編集、再録音、リミックスなどで構成されている（うち3曲はオリジナルヴァージョンをそのヴァージョンのまま再収録）。
- ジャケット写真も新たに撮影されたものではなく、矢頭保撮影の過去の写真が使用されている。
- ライナーノーツには「このアルバムを聞き終えたとき、ちょうど１本のシネマを観たような印象を受けるのなら、私は嬉しい」と浅川マキのコメントが記載されている。
- 公式では25枚目のアルバム（ベスト・アルバムを除いたカウント）となっているが、前述のとおり新曲がないため、実質的にコンピレーション・アルバム（企画ベスト）となっている。
- 前作『夜のカーニバル』同様に、LPの発売はされなかった。なお、Track6は後のベスト盤『DARKNESS I』にも収録されている。

## 収録曲
1. 都会に雨が降る頃
作詩[2]：浅川マキ／作曲：山下洋輔
  - アルバム『ONE』収録のオリジナル・ヴァージョンを再収録。
2. ピグノーズと手紙II
作詩：浅川マキ／作曲：近藤等則
  - アルバム『ONE』収録の「PIGNOSEと手紙」のボーカル部分を割愛し、尺を短くしたエディット・ヴァージョン。
  - インストゥルメンタルとハミング。
3. 見知らぬ人でなく
作詩：浅川マキ／作曲：Tristan Honsinger
  - トリスタン・ホンシンガー（英語版、オランダ語版）のCelloに乗せて、語りや音声劇風なものが展開される楽曲。
  - 過去のアルバムに「見知らぬ人でなく」というタイトルの楽曲は存在しないが、新曲ではなくバック演奏は「トリスタン・ホンシンガー 1987年 ロンドンでのギグ客席音」より。なおこの演奏の前半部分は前年の1988年に発売したアルバム『幻の女たち』収録の「放出したエナジー」の後半に一度使用されたものと同じ音源を再度使用している。
  - 前半の語りはアルバム『幻の男たち』収録の「四重奏」の語りを少し変えたもので、中盤から後半にかけての男と女の掛け合いは短編映画『男からの声』からの原田芳雄の台詞音声を編集し、浅川マキ新録音の台詞を掛け合いし音声劇風に仕上げたもの。台詞の一節にはアルバム『こぼれる黄金の砂 -What it be like-』収録の「憂愁」、アルバム『幻の女たち』収録の「夜の匂い」の詩の一部も登場する。
4. 男からの声
作詩：浅川マキ／作曲：本多俊之
  - 本多俊之の演奏に乗せた朗読。
  - アルバム『幻の女たち』収録のオリジナル・ヴァージョンを再収録。
5. あいつが一番〜CHROME SITAR
作詩・作曲：浅川マキ（あいつが一番）〜作詩・作曲：マーク・ボラン／日本語詩：浅川マキ（CHROME SITAR）
  - 再録音。2曲のメドレー。ハードロックにアレンジされている。
  - オリジナルは両曲ともアルバム『アメリカの夜』収録。
  - SEは短編映画『男からの声』、ライヴSEはアルバム『浅川マキ・ライヴ・夜』から。
6. ちょっと長い関係のブルース〜今夜はおしまい
作詩・作曲：浅川マキ
  - 再録音。2曲のメドレー。こちらは軽快なアレンジになっている。
  - オリジナルはアルバム『マイ・マン』（ちょっと長い関係のブルース）、アルバム『MAKI VI』（今夜はおしまい）収録。
7. ダンサー
作詩：浅川マキ／作曲：本多俊之
  - 再録音。ただし演奏はアルバム『Nothing at all to lose』録音時の音源（「明日、大丈夫」他）をリミックスしたもの。オリジナルとは違い、サビ部分も語り口調になっている。
  - 奈良あけみ、杉田弘子というダンサーの名が登場する。
  - オリジナルはアルバム『SOME YEARS PARST』収録。
8. あの娘がくれたブルース
作詩・作曲：浅川マキ
  - 再録音。バック演奏なしのアカペラで、街のSEと足音に合わせて掠れた声と口笛で囁くように唄われる。
  - オリジナルはアルバム『ブルー・スピリット・ブルース』収録。
9. 電文「カツテニ シテヨ」
作詩：浅川マキ／作曲：本多俊之
  - アルバム『幻の男たち』収録のオリジナル・ヴァージョンを再収録。
10. 向こう側の憂鬱III
作曲：本多俊之
  - 過去のアルバムに収録された「向こう側の憂鬱」（『SOME YEARS PARST』）、「向こう側の憂鬱 (II)」（『Nothing at all to lose』）とは別曲（3曲ともに別曲）。但しこの楽曲はアルバム『UNDERGROUND』収録の「YS・ムーンライト」のバック演奏からドラムやギターなどを排除し、本多俊之のサックス・ソロ演奏だけでミックスしたもの。そのためサックスをレコーディングしたときに拾ってしまったドラムなどの音がかすかに聞こえる箇所がある。
  - インストゥルメンタル。

## クレジット

### 演奏者
- 浅川マキ：Vocals
- 本多俊之：Alto Sax(6,7,10), Soprano Sax(10), Keyboards(6,7), Piano(4,6,7)
- 下山淳：Guitar(5)
- 奈良敏博：E.Bass(5)
- 野島健太郎：Keyboards(5)
- 池畑潤二：Drums(5)
- 山下洋輔：Piano(1)
- 川端民生：Bass(1)
- 近藤等則：Trumpet, Toys(1,2)
- 山内テツ：Guitar(2)
- Bobby Watson：Bass(6,7)
- Tony Maiden：Guitar(6)
- Andre Fischer：Drums(6)
- Tristan Honsinger（英語版、オランダ語版）：Cello(3)
- 原田芳雄：語り(2,3)

### レコーディング・スタッフ
- 吉野金次：Recording & Mixing Engineer
- 福田豊光：Recording Engineer
- 飯田益三：Recording Engineer
- 矢頭保：Photographer
- 金沢良樹：Designer
- 小島みどり：Editor
- 柴田徹
- せなまる舎
- 細田敏博
- 持田由美

### Special Thanks To
- GUILD B.
- アーチスト・マネジメント・オフィス
- 野坂周司(2)